# Jemanżelinka
Jemanżelinka (ros. Еманжелинка) – wieś (sieło) w Rosji, w obwodzie czelabińskim, w rejonie jetkulskim. W 2010 liczyła 4453 mieszkańców.